# Morcego-negro
Barbastella barbastellus é uma espécie de morcego da família Vespertilionidae. Pode ser encontrada na Europa, Cáucaso, Anatólia e Marrocos.